# Torelló
Torelló är en ort och kommun i Spanien.   Den ligger i provinsen Província de Barcelona och regionen Katalonien, i den östra delen av landet, 500 km öster om huvudstaden Madrid. Torelló ligger 537 meter över havet och antalet invånare är 13 808.
Terrängen runt Torelló är kuperad norrut, men söderut är den platt. Runt Torelló är det ganska glesbefolkat, med 48 invånare per kvadratkilometer. Närmaste större samhälle är Vic, 12,9 km söder om Torelló. Trakten runt Torelló består till största delen av jordbruksmark.
Kustklimat råder i trakten. Årsmedeltemperaturen i trakten är 12 °C. Den varmaste månaden är juli, då medeltemperaturen är 24 °C, och den kallaste är februari, med 4 °C. Genomsnittlig årsnederbörd är 822 millimeter. Den regnigaste månaden är november, med i genomsnitt 128 mm nederbörd, och den torraste är januari, med 38 mm nederbörd.